# 527 (số)
527 (năm trăm hai mươi bảy) là một số tự nhiên ngay sau 526 và ngay trước 528.